# Numéro surtaxé en France
 (juillet 2020).
Si vous disposez d'ouvrages ou d'articles de référence ou si vous connaissez des sites web de qualité traitant du thème abordé ici, merci de compléter l'article en donnant les références utiles à sa vérifiabilité et en les liant à la section « Notes et références ».
Le numéro surtaxé (ou numéro de service à valeur ajoutée, SVA) est un moyen de paiement permettant de monétiser des contenus et services au travers de numérotations téléphoniques.

## Naissance des numéros surtaxés
Les numéros surtaxés sont apparus en France pour répondre à un besoin particulier, notamment celui de proposer un tarif unique pour les appels vers une entreprise. En effet, lors du monopole public sur les communications électroniques, les tarifs des appels variaient selon la zone géographique : un appel à l'intérieur d'une même zone urbaine (l'appel est alors dit local, par exemple un appel passé depuis la ville d’Évreux vers un destinataire à Évreux) coûtait beaucoup moins cher qu'un appel entre deux zones urbaines différentes (l'appel est alors dit interurbain, par exemple un appel passé depuis Guéret vers Lille). Pour un ordre de grandeur, le rapport du tarif entre les communications interurbaines et celles locales "était de 20 en 1970 ; il était encore de 17 en 1984 et a décru jusqu’à 10 en 1990 pour atteindre encore 6,5 en 1994".
Afin de permettre aux entreprises d'être appelées depuis n'importe quel point du territoire métropolitain à un tarif connu de l'appelant, sans considération de la localisation de l'appelant ou de l'entreprise, les numéros de services à coûts partagés sont apparus. Ces numéros de services à coûts partagés pouvaient offrir la gratuité complète de l'appel au bénéfice de l'appelant (numéro vert, les coûts de communications étant alors à la charge de l'entreprise exploitant ce numéro), être accessibles à un coût d'appel local (numéro azur) ou à un coût qui prenait en compte le tarif local mais également le tarif interurbain (numéro indigo).

## Fonctionnement du numéro surtaxé
Le numéro surtaxé permet une prestation de services rendue accessible par voie téléphonique via un numéro spécial ou un numéro court contre rémunération. Ce type de service est délivré par un prestataire de service au profit de son client, personne physique ou personne morale.
Ainsi l’abonné à un opérateur de réseau règle, par imputation sur sa facture opérateur (via appel d’un numéro SVA ou l'envoi d'un SMS), l’achat de la prestation de service. Le service vendu via SVA ou SMS fait l’objet d’une facturation de l’utilisateur du numéro à travers son abonnement téléphonique selon les tarifs fixés par le prestataire de service. L'opérateur de l'abonné prélève le montant de la transaction autorisée par le débiteur (l'abonné) pour l’achat de la prestation de service, sur la facture du porteur de la ligne et reverse la somme correspondante au prestataire, après déduction de sa commission.
Les sommes facturées aux utilisateurs sont ensuite collectées par le prestataire de services de paiement (société de micro-paiement) lors de l’exécution d’une opération de paiement SVA et SMS ou l’émission de monnaie électronique.
En effet, pour bénéficier de numéros surtaxés, le marchand (ou prestataire de service) fait nécessairement appel à un prestataire de services de paiement pour la mise à disposition et la gestion de numéros SVA et SMS, qui agissent donc en qualité d’intermédiaire pour la collecte des fonds auprès des différents opérateurs de réseau. Le rôle assuré par ces opérateurs intermédiaires est d'encaisser des fonds versés par les opérateurs de départ en vue de les reverser aux bénéficiaires (les marchands). Les bénéficiaires sont donc des utilisateurs de services de paiement.
Le prestataire de service de paiement est, de son côté, contractuellement lié aux opérateurs de départ (tel que ORANGE, SFR et BOUYGUES TELECOM), disposant d’un parc d’abonnés, par l’intermédiaire desquels le client du prestataire de service va exécuter le paiement via un numéro SVA ou SMS pour l’obtention du service escompté.

## La numérotation téléphonique en France
Les numéros téléphoniques français sont généralement à 10 chiffres depuis le 18 octobre 1996. Ils sont répartis en plusieurs catégories :
- Les numéros fixes sont répartis en cinq zones géographiques commençant par 01, 02, 03, 04, 05. Ils correspondent à des services téléphoniques fixes : « les numéros géographiques ».
- Les numéros commençant par 06 et 07 qui correspondent aux « services de téléphonie mobile ».
- Les numéros de « services à valeur ajoutée », commençant par 08 ainsi que les numéros à 4 chiffres commençant par 3 ou 10 et les numéros à 6 commençant par 118. Ils sont communément appelés « numéros surtaxés », en référence à leur surcoût par rapport aux numéros géographiques. Les numéros surtaxés sont territoriaux, mais non géographiques, c'est-à-dire qu'ils sont accessibles depuis toute la France, mais uniquement la France. Certains services rendent toutefois ces numéros disponibles depuis l'étranger.
- Les numéros commençant par 09, correspondant aux numéros polyvalents (numéros non-géographiques) et qui ne sont pas surtaxés[3].

L'explosion de leur nombre et de leur diversité soulève des questions. Dans les réponses fournies par l’ARCEP, on peut noter que :
- les numéros surtaxés ont été créés ou restructurés en 1998 ;
- les 0800 à 0805 sont gratuits : les premiers à apparaître, les numéros dits « verts », sont devenus plus rares ;
- les 0806 à 0809 sont à tarification banalisée ;
- les 081, 082 et 089 sont des numéros spéciaux à tarification majorée ;
- le coût très élevé des 089[5], très souvent utilisés par les entreprises, et les médias ;
- les 08088 étaient des numéros destinés à desservir des services sociaux et étaient gratuits ; ils ont disparu et ont migré vers les numéros 0800 avec la réforme SVA de fin 2015[6].

Ce qui motive les entreprises à acquérir des numéros de services à valeur ajoutée est leur « souhait d’être joignables avec un seul numéro à partir de tous points du territoire. C’est aussi généralement le fait de faire payer aux appelants tout ou une partie des frais engagés par la société pour fournir le service ».
Cantonnée, au départ, aux jeux des médias audiovisuels, la formule des numéros surtaxés s’est propagée à de multiples secteurs commerciaux, jusqu’à gagner les services publics et sociaux. Plusieurs réglementations sont venues progressivement encadrer l'usage des numéros surtaxés.

## Réglementation des numéros surtaxés
Les numéros surtaxés sont définis dans le cadre de l’organisation du plan de numérotation téléphonique, définie par la décision no 2019-0954 de l’ARCEP, du 11 juillet 2019.
La mise en œuvre des directives européennes de 2002 a entraîné une évolution du plan de numérotation français, sur lequel une réflexion a été entamée en octobre 2004, et une mise à jour de ce plan est intervenue le 15 janvier 2005. Une nouvelle version du plan de numérotation actualisée a été publiée en 2018 et 2019.

### Réglementation applicable à la fourniture de services de paiement
La fourniture de numéros surtaxés de type SVA et SMS est qualifiée par le code monétaire et financier (CMF) de fourniture de services de paiement.

#### En tant que prestataire de service de paiement
L’Autorité Bancaire Européenne a confirmé, le 6 septembre 2019, que la fourniture de numéros spéciaux de paiement (ou numéros surtaxés) est une prestation de services réglementée nécessitant un agrément de prestataire de services de paiement ,.
Les sociétés qui fourniraient des numéros surtaxés sans un tel agrément administratif sont de fait, en exercice illégal d’une activité réglementée, ce qui est passible de sanctions pénales.
Lorsque le consentement du payeur est donné au moyen d’un dispositif de télécommunication et que le paiement est adressé à l'opérateur de départ agissant uniquement en qualité d'intermédiaire entre l'utilisateur de services de paiement et le fournisseur de biens ou services, l’exécution d'opérations de paiement doit être qualifiée de prestation de services de paiement.
Une opération de paiement est une action consistant à verser, transférer ou retirer des fonds, indépendamment de toute obligation sous-jacente entre le payeur et le bénéficiaire.
Conformément à l’article L. 521-1 du CMF, le marché des services de paiement s’adresse aux prestataires de services de paiement en concurrence sur le marché intérieur, au sens de la directive 2015/2366 du 25 novembre 2015 (dite « DSP 2 »). C’est ainsi que la fourniture de services de paiement, définie notamment à l’article L. 314-1 du CMF, est une activité exercée par des prestataires de services de paiement au sens dudit Code.
Toute personne qui intervient dans l’opération de paiement en tant qu’intermédiaire entre un payeur et un bénéficiaire doit être habilitée à fournir des services de paiement ou bénéficier d’une dérogation d’agrément. En effet, toute société souhaitant exercer une activité de prestation de services de paiement sur le territoire français doit  bénéficier soit d’un agrément délivré par l’ACPR elle-même, soit d’un « passeport européen », c’est-à-dire d’une reconnaissance par l’ACPR de l’agrément délivré par l’autorité de régulation bancaire et/ou financière équivalente compétente dans un autre État membre de l’Union européenne.
En effet, exercer l’activité de prestataire de services de paiement à titre habituel en France implique de disposer : 
- Soit d'un agrément de prestataire de service de paiement ;
- Soit d’une exemption auprès de l’Autorité de Contrôle Prudentiel et de Régulation (ACPR) ;
- Soit d’un « passeport européen » en entrée, c’est-à-dire d’une reconnaissance par l’ACPR de l’agrément délivré par l’autorité de régulation bancaire et/ou financière équivalente compétente dans un autre État membre de l’Union européenne.

Partant, il est interdit à toute personne autre que les prestataires de services de fournir des services de paiement, en ce compris l’émission de monnaie électronique, à titre de profession habituelle (art. L.521-2 du CMF), sous peine de sanctions pénales.
Enfin, si le fournisseur de services de paiement SVA ou SMS prétend être exempté d’agrément, il doit nécessairement justifier avoir suivi scrupuleusement la procédure prévue à cet effet conformément à l’article L. 521-3 du CMF, savoir :
- Si la société opère un volume de paiement d'un valeur totale dépassant un million d'euros au cours des 12 mois précédents, et fournit des services de paiement pour l'acquisition d'une éventail de biens et services limités : transmission à l’ACPR d’un formulaire d’exemption d’agrément, dûment complété ;
- Lettre de confirmation de l’ACPR de ce que la société exerce en effet une activité se plaçant hors du champ de l’agrément.

La combinaison de l’ensemble de ces dispositions impératives est sans équivoque : les fournisseurs de services de paiement SVA ou SMS doivent impérativement être tous titulaires d’un agrément de PSP pour pouvoir obtenir des tranches de numérotations payantes auprès de l’ARCEP, dès lors que ces tranches permettent d’effectuer des prestations de services de paiement.
L’ARCEP a par ailleurs tenu à rappeler aux termes du point 7.8 de sa décision n°2018-0881 du 24 juillet 2018 « établissant le plan national de numérotation et ses règles de gestion », les dispositions du code monétaire et financier applicables à la fourniture de services de paiement concernant les numéros surtaxés (SVA).
Avec cette décision du 24 juillet 2018, l’ARCEP reconnaît donc de façon explicite que l’usage de numéros surtaxés constitue un service de paiement à part entière, soumis au contrôle de l’ACPR et aux dispositions du code monétaire et financier.

#### Respect des plafonds de facturation
Les opérateurs de communications électroniques doivent respecter les plafonds maximum de facturation en matière de services à valeur ajoutée limites fixées à l’article L. 521-3-1 du code monétaire et financier : la valeur de chaque opération de paiement isolée ne peut excéder le montant de 50 € et la valeur mensuelle cumulée des opérations de paiement pour un même abonné ne peut excéder le montant de 300 €.

### Interdiction de proposer un numéro surtaxé pour certains services
Le législateur a souhaité encadrer l'usage des numéros surtaxés par les entreprises et les administrations en leur interdisant, dans des cas bien identifiés, de mettre à disposition du consommateur ou de l'appelant un numéro surtaxé.

#### Interdiction d'utiliser un numéro surtaxé pour le traitement des réclamations ou la bonne exécution d'un contrat avec une entreprise
L'article L. 121-16 du code de la consommation pose une interdiction générale d'utiliser un numéro surtaxé les demandes visant la bonne exécution du contrat et le traitement des réclamations. Cet article est ainsi libellé : « Le numéro de téléphone destiné à recueillir l'appel d'un consommateur en vue d'obtenir la bonne exécution d'un contrat conclu avec un professionnel ou le traitement d'une réclamation ne peut pas être surtaxé. Il est indiqué dans le contrat et la correspondance. »
La prise de commande et le conseil avant vente ne sont pas soumis aux nouvelles réglementations.
Cet article transpose l'article 21 de la directive 2011/83/UE relative aux droits des consommateurs.

#### Interdiction sectorielle pour les fournisseurs de services de communications électroniques
Pour contrer les abus de certains services après-vente, la loi pour le développement de la concurrence au service des consommateurs, dite loi Chatel, promulguée le 3 janvier 2008 pour une application le 1er juin 2008, a prévu une disposition pour les fournisseurs de services de communications électroniques.
Cette loi créée dans le code de la consommation un article L. 224-38 relatif à l’interdiction de l’utilisation des numéros surtaxés par les fournisseurs de services de communications électroniques.
Cette dernière catégorie de prestataire renvoie aux fournisseurs d’accès à internet (FAI) et aux opérateurs de téléphonie.
L’interdiction vise plus précisément les services dit de « hotlines » fournis par ces fournisseurs : service d’après-vente, d’assistance technique ou tout autre service chargé du traitement des réclamations se rapportant à l’exécution du contrat conclu entre ce fournisseur et le consommateur.
Le législateur prévoit que ces services doivent être accessibles depuis le territoire métropolitain, les départements d’outre-mer et les collectivités territoriales de Mayotte, Saint-Barthélemy, Saint-Martin et Saint-Pierre-et-Miquelon, par un numéro d’appel non géographique, fixe et non surtaxé.
L'article L. 224-38 du code de la consommation prévoit, en outre, la gratuité du temps d’attente pour les appels émis depuis ces territoires pour les services susmentionnés, lorsque le consommateur utilise le service téléphonique dudit fournisseur.

#### Interdiction sectorielle pour les services publics
Le sujet de l'accessibilité des services publics par le biais de numéros de téléphonés surtaxés a fait l'objet, en 2007, d'une mission d'audit de modernisation.
L'article 28 de la loi n° 2018-727 du 10 août 2018 pour un État au service d'une société de confiance dispose qu'à « compter du 1er janvier 2021, les administrations au sens du 1° de l'article L. 100-3 du code des relations entre le public et l'administration, à l'exception des collectivités territoriales et de leurs établissements publics, ne peuvent recourir à un numéro téléphonique surtaxé dans leurs relations avec le public au sens du 2° du même article L. 100-3. »

### Transparence des services proposés par un numéro de services à valeur ajoutée
L'article L. 224-43 du code de la consommation prévoit qu'un annuaire des numéros de services à valeur ajoutée soit mis à disposition des consommateurs par les entreprises qui utilisent des numéros surtaxés. Celui-ci permet d'identifier le service proposé et son éditeur ainsi que de signaler un problème sur ce numéro. Cet annuaire est édité par l'Association française du multimédia mobile.

### Information sur les prix: l'arrêté du 10 juin 2009
L'arrêté du 10 juin 2009 relatif à l'information sur les prix des appels téléphoniques aux services à valeur ajoutée impose la diffusion d'un message gratuit d'information tarifaire quand un consommateur appelle un numéro à valeur ajoutée.

« Le consommateur qui appelle à un numéro de téléphone surtaxé (service de renseignements commençant par 08 ou 118 par exemple) doit désormais être informé, par un message gratuit d'une durée d'au moins 10 secondes diffusé en début de communication, du prix total qui lui sera facturé par son fournisseur pour cet appel. Ainsi, ce message peut être du type : « cet appel vous sera facturé 34 centimes la minute + le prix d'une communication normale ».
À noter : le consommateur peut choisir de ne pas écouter ce message en tapant sur la touche # de son téléphone. »

— JO du 11/06/2010

### Option de blocage des numéros de services à valeur ajoutée
Le code de la consommation prévoit que les fournisseurs d'un service téléphonique doivent proposer à leurs clients une option permettant de bloquer les appels vers certaines tranches de numéros surtaxés. Ces tranches sont définies par un arrêté du 26 décembre 2017.

## La réforme des services à valeur ajoutée (SVA)

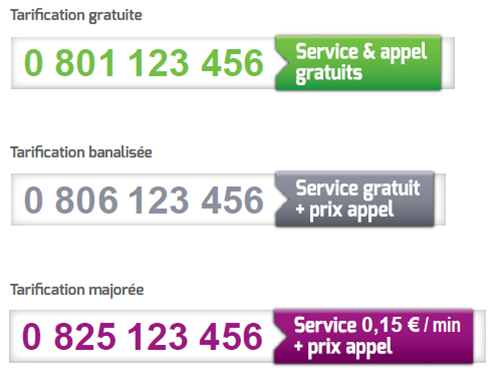

Le 17 juillet 2012, l’ARCEP a décidé de réformer les numéros spéciaux de services à valeur ajoutée (SVA) ou numéros spéciaux commençant par 08, avec comme objectifs premiers la simplification et la lisibilité des modes de facturation.
La réforme C+S introduit davantage de transparence dans la structure tarifaire en différenciant le prix de la communication de celui du service consulté.
Le prix de la communication est soit gratuit ou soit comptabilisé au prix d’une communication vers un téléphone fixe tandis que le prix du service se veut soit gratuit ou soit comptabilisé à la durée ou à l’appel.
Il en résulte trois familles tarifaires de numéros spéciaux pour le consommateur :
- La tarification gratuite avec des coûts de communications et un service gratuit
- La tarification banalisée avec des coûts de communication facturés au même prix qu’un appel vers un téléphone fixe et un coût du service gratuit :
- La tarification majorée avec des coûts de communication facturés au même prix qu’un appel vers un téléphone fixe et le coût du service facturé à la durée ou à l’appel

Cela se traduit par une signalétique visuelle unique (commune à tous les opérateurs) pour le consommateur.
| Famille tarifaire | Numéros                                       | Coût de l’appel (C) Facturé à l’appelant par son opérateur. | Tarif du service (S) Facturé séparément à l’appelant par son opérateur, reversé par cet opérateur au fournisseur du service, tarif variable au choix du fournisseur selon l’heure ou le service. | Tarif du service (S) Facturé séparément à l’appelant par son opérateur, reversé par cet opérateur au fournisseur du service, tarif variable au choix du fournisseur selon l’heure ou le service. |
| Famille tarifaire | Numéros                                       | Coût de l’appel (C) Facturé à l’appelant par son opérateur. | Soit tarifé à la durée (€ TTC / min) | Soit tarifé à l'appel (€ TTC / appel) |
| --- | --------------------------------------------- | --- | --- | --- |
| TARIFICATION GRATUITE | 0 800 ... à 0 805 ... ; 30 .. à 31 ..         | Appel gratuit (non décompté du forfait de l’appelant, financé par le fournisseur du service)                                                                       | Service gratuit (non facturé à l’appelant, financé par le fournisseur du service) | Service gratuit (non facturé à l’appelant, financé par le fournisseur du service) |
| TARIFICATION BANALISÉE | 0 806 ... à 0 809 ... ; 32 .. à 36 .. ; 39 .. | Appel décompté du forfait de l’appelant (tarif d’un appel national vers une ligne fixe, sans surcoût selon l’opérateur, la ligne de l’appelant ou l’heure d’appel) | Service gratuit (non facturé à l’appelant, financé par le fournisseur du service) | Service gratuit (non facturé à l’appelant, financé par le fournisseur du service) |
| TARIFICATION MAJORÉE Annonce préalable du tarif obligatoire et attente gratuite (service non facturé) avant la mise en relation au service. | 0 81. ... ; 32 .. à 36 .. ; 39 ..             | Appel décompté du forfait de l’appelant (tarif d’un appel national vers une ligne fixe, sans surcoût selon l’opérateur, la ligne de l’appelant ou l’heure d’appel) | Variable de 0,03 à 0,06 | Variable de 0,05 à 0,09 |
| TARIFICATION MAJORÉE Annonce préalable du tarif obligatoire et attente gratuite (service non facturé) avant la mise en relation au service. | 0 82. ... ; 32 .. à 36 .. ; 39 ..             | Appel décompté du forfait de l’appelant (tarif d’un appel national vers une ligne fixe, sans surcoût selon l’opérateur, la ligne de l’appelant ou l’heure d’appel) | Variable de 0,03 à 0,20 | Variable de 0,05 à 0,50 |
| TARIFICATION MAJORÉE Annonce préalable du tarif obligatoire et attente gratuite (service non facturé) avant la mise en relation au service. | 0 89. ... ; 32 .. à 36 .. ; 39 ..             | Appel décompté du forfait de l’appelant (tarif d’un appel national vers une ligne fixe, sans surcoût selon l’opérateur, la ligne de l’appelant ou l’heure d’appel) | Variable de 0,03 à 0,80 | Variable de 0,05 à 3,00 |

Cette nouvelle grille tarifaire est applicable depuis le 1er octobre 2015 et cela indépendamment du terminal mobile ou fixe utilisé. Elle entraîne la suppression des tarifications mixtes (coût à la minute et coût à l’appel), la fin de la différenciation entre heures pleines et heures creuses et des éventuels surcoûts selon les opérateurs.

## Escroqueries

### Pratiques habituelles
Les numéros « en 08 » sont parfois payants, c'est pourquoi ces derniers sont malheureusement parfois les instruments d'escroqueries téléphoniques. Des escrocs piochent des numéros dans l'annuaire et, présentant un numéro surtaxé, exécutent un bref appel pour simplement faire sonner le téléphone d'une victime - ou lui laissent un message automatisé vocal ou écrit - pour lui demander de rappeler un numéro surtaxé. 
Avec la Réforme de fin 2015 (décision 2014-0661 de l'ARCEP), ces escroqueries sont limitées par l'obligation de diffuser le fameux "MGIT", le Message Gratuit d'Information Tarifaire, au début de chaque appel. 
De même, l'annuaire inversé des « Numéros SVA » mis en place au 1er octobre par l'association SVA+ (Association déontologique de régulation des Numéros SVA), permet dans un premier temps de consulter un numéro, de savoir à qui il appartient, et dans un second temps de signaler ce numéro, s'il est suspecté d'arnaque téléphonique.  
La fraude peut se présenter de plusieurs façons :
- Envoi d'un SMS du type « Rappelez-moi au 089xxxxxx, 0897xxxxxx ou 0892xxxxxx, je suis une de vos vieilles connaissances… ». La victime, pensant alors que la personne lui est familière, rappelle. Généralement, elle tombe sur une ligne « vide », ou alors la communication est coupée au bout de quelques secondes
- Appel, généralement vers un portable, depuis un numéro surtaxé pendant quelques sonneries (technique surnommée « ping call »). La victime pense qu'on a voulu la contacter et rappelle :
- Appel, généralement vers un portable, d'une personne qui vous confirme un rendez-vous sans plus d'information. En rappelant le numéro, un message signale que la personne ne peut plus être jointe sur son numéro d'appel mais sur un numéro différent qui commence, comme par hasard, par un numéro magenta (0810 à 0899). Généralement, le fraudeur ne va pas dire "0890" mais "08 90 xx xx xx", en insistant sur le 08 et non sur le 0890, il endort la méfiance de sa victime.
- Appel vers un fixe ou un portable vous annonçant que vous avez gagné un bon d'achat dans une grande enseigne : Pour valider vos coordonnées, il vous faut rappeler un numéro surtaxé (en 0899 par exemple). Au bout du compte, vous ne recevez jamais de bons d'achat. Cette arnaque a d'ailleurs été dénoncée sur la plupart des sites de grandes marques. Parfois en ajoutant « c'est pris en charge par votre opérateur », mais il se retournera contre vous pour vous facturer.
- Appel sur votre fixe « Votre numéro a été tiré au sort pour gagner un voyage ». Pour bénéficier de ce prétendu voyage, votre interlocuteur vous demande de rappeler une opératrice via un numéro en 0899. Il vous précise même que l'appel est gratuit et qu'il vous faut appuyer sur la touche dièse afin de joindre le service. En fait, le numéro est bien surtaxé (à la durée) et le fait d'appuyer sur la touche dièse vous empêche d'écouter les informations tarifaires. Du coup, vous pensez vraiment être sur un numéro gratuit. Votre interlocuteur vous fait patienter le plus longtemps possible pour, finalement, vous obliger à raccrocher ;
- Appel par une prétendue société de livraison qui doit vous remettre un colis : on vous demande d'appeler un numéro en « 08 99 xx » pour prendre rendez-vous avec le service livraison. Tout est fait pour que vous y croyiez : on vous demande de noter un numéro de colis, on vous donne des horaires d'ouverture, etc., et c'est bien une vraie personne qui vous parle, mais quand vous appelez, vous avez différents messages qui vous font patienter le plus longtemps possible afin de vous soutirer le plus d'argent possible. Et bien sûr, au bout du compte, personne ne décroche jamais.
- Par Mail. Une personne se déclare intéressée par une annonce - en général, la personne ciblée a bien passé une annonce - et demande à être contactée sur un numéro magenta. Le mail est généralement signé et envoyé depuis une adresse qui semble correspondre à un particulier.
- Sur Facebook. Demande de déblocage d'un téléphone par un proche (qui est en fait utilisé par un pirate informatique) via un code obtenu sur un "08.99" la victime rappelle plusieurs fois le numéro sans se méfier et le pirate demande plusieurs codes. Au bout de plusieurs appels, la facture est alors très salée.

Ces numéros à rappeler étant surtaxés. L’opérateur fixe ou mobile est tenu de reverser la surtaxe à l'opérateur du numéro spécial.

### Mise en place d'un service SMS de lutte contre le spam
L'usager victime d'un SMS ou d'un appel vocal non sollicité aura la possibilité de transférer par SMS le message texte ou le numéro litigieux au numéro spécial 33700. Le message ainsi envoyé fera l'objet d'un accusé de réception de la part de la plate-forme de traitement. Dans le cas d'un spam ou d'une escroquerie avérée, les opérateurs de téléphonie mobile seront avertis. Les spammeurs risquent de se voir fermer leurs numéros surtaxés ; pour les cas de nuisance grave, les autorités pourront transmettre les informations recueillies aux services de la police nationale ou de la gendarmerie nationale.
1. L'utilisateur transfère le spam par simple SMS au 33700 ; dans le cas d'un appel non sollicité, envoyer « spamvocal » et le numéro d’appel au 33700 ;
2. Le 33700 le remercie pour cette alerte et l'invite à compléter son signalement (numéro de l'émetteur du spam, etc.) ;
3. La plate-forme de signalement établit la liste des messages indésirables et des numéros surtaxés à rappeler, puis la transmet aux opérateurs.

SVA+ - Instance déontologique spécifique aux SVA téléphoniques, qui définit les règles d'usage légitimes des SVA et porte les Recommandations Déontologiques auprès des acteurs du secteur